# Halichoanolaimus macrophallus
Halichoanolaimus macrophallus is een rondwormensoort uit de familie van de Selachinematidae.